# Phạm Quốc Trung (họa sĩ)
Phạm Quốc Trung là họa sĩ lĩnh vực điện ảnh người Việt Nam, ông là người thiết kế cho các bộ phim Hà Nội mùa đông năm 46, Người đàn bà mộng du, Đừng đốt và Mùi cỏ cháy. Ông được phong tặng danh hiệu Nghệ sĩ ưu tú vào năm 2001 và Nghệ sĩ nhân dân năm 2012.

## Tiểu sử
Phạm Quốc Trung sinh năm 1958 là con trai của đạo diễn Phạm Kỳ Nam và người vợ đầu tiên, nhạc công piano Nguyễn Phương Nghi.
Ban đầu ông theo học ngành kiến trúc, năm 1982, ông về làm việc tại Xí nghiệp phim truyện Việt Nam, sau đó theo học khóa Thiết kế mỹ thuật của Cục Ðiện ảnh. Cùng với Vũ Huy, Mã Phi Hải, Đào Hồng Hải, Phạm Quốc Trung là họa sĩ thiết kế thế hệ thứ 3 của điện ảnh Việt Nam. Năm 1992, phim nhựa đầu tay mà ông tham gia (với vai trò họa sĩ thiết kế mỹ thuật chính) được giải Bông sen Vàng là Bọn trẻ của đạo diễn Trần Khánh Dư.
Phạm Quốc Trung từng là thành viên Ban Giám khảo hạng mục Phim điện ảnh tại Giải Cánh diều 2006 và Liên hoan phim Việt Nam lần thứ 22.

## Tác phẩm
| Năm  | Phim                   | Đạo diễn                         | Vai trò                  | Chú thích |
| ---- | ---------------------- | -------------------------------- | ------------------------ | --------- |
| 1987 | Thằng Bờm              | Lê Đức Tiến                      | Trợ lý Thiết kế mỹ thuật |           |
| 1995 | Thương nhớ đồng quê    | Ðặng Nhật Minh                   | Đạo diễn nghệ thuật      |           |
| 1996 | Trở về                 | Ðặng Nhật Minh                   | Thiết kế mỹ thuật        |           |
| 1999 | Hà Nội mùa đông năm 46 | Ðặng Nhật Minh                   | Thiết kế mỹ thuật        |           |
| 1999 | Những người thợ xẻ     | Vương Đức                        | Thiết kế mỹ thuật        |           |
| 2000 | Mùa ổi                 | Ðặng Nhật Minh                   | Đạo diễn nghệ thuật      |           |
| 2003 | Người đàn bà mộng du   | Nguyễn Thanh Vân                 | Thiết kế mỹ thuật        |           |
| 2008 | Con đường sáng         | Phạm Việt Thanh, Nguyễn Đức Việt | Thiết kế mỹ thuật        |           |
| 2009 | Đừng đốt               | Ðặng Nhật Minh                   | Thiết kế mỹ thuật        |           |
| 2009 | Chớp mắt cùng số phận  | Lê Ngọc Linh                     | Thiết kế mỹ thuật        |           |
| 2012 | Nếu anh còn được sống  | Lê Ngọc Linh                     | Thiết kế mỹ thuật        |           |
| 2012 | Mùi cỏ cháy            | Nguyễn Hữu Mười                  | Thiết kế mỹ thuật        |           |
| 2015 | Nhà tiên tri           | Vương Đức                        | Thiết kế mỹ thuật        |           |
| 2015 | Người trở về           | Đặng Thái Huyền                  | Thiết kế mỹ thuật        |           |

## Giải thưởng
| Năm  | Giải thưởng                        | Tác phẩm               | Hạng mục                   | Kết quả   |        |
| ---- | ---------------------------------- | ---------------------- | -------------------------- | --------- | ------ |
| 1995 | Liên hoan phim Việt Nam lần thứ 11 | Trở về                 | Họa sĩ xuất sắc            | Đoạt giải | [ 7 ]  |
| 1999 | Liên hoan phim Việt Nam lần thứ 12 | Hà Nội mùa đông năm 46 | Họa sĩ xuất sắc            | Đoạt giải | [ 8 ]  |
| 1999 | Liên hoan phim Việt Nam lần thứ 12 | Những người thợ xẻ     | Họa sĩ xuất sắc            | Đoạt giải | [ 8 ]  |
| 2010 | Giải Cánh diều lần thứ 8           | Đừng đốt               | Thiết kế mỹ thuật xuất sắc | Đoạt giải | [ 9 ]  |
| 2016 | Giải Cánh diều lần thứ 14          | Nhà tiên tri           | Thiết kế mỹ thuật xuất sắc | Đoạt giải | [ 10 ] |